# Lindewitt
Lindewitt (danès Lindved) és un municipi de l'estat alemany de Slesvig-Holstein, a l'amt Schafflund en el districte de Slesvig-Flensburg. Comprèn els nuclis de Kleinwiehe, Linnau, Lüngerau, Riesbriek i Sillerup. El 2022 tenia 2.008 habitants.